# Daphne arisanensis
Daphne arisanensis är en tibastväxtart som beskrevs av Bunzo Hayata. Daphne arisanensis ingår i släktet tibaster, och familjen tibastväxter. Inga underarter finns listade i Catalogue of Life.